# 戴楼街道
戴楼街道，原为戴楼镇，是中华人民共和国江苏省淮安市金湖县下辖的一个乡镇级行政单位。2018年7月，撤销戴楼镇，设立戴楼街道。以原戴楼镇所辖区域为戴楼街道行政区域，戴楼街道办事处驻戴楼村委会境内，办公地址为崔庄路6号。区划代码改为320831002。

## 行政区划
戴楼街道下辖以下地区：
金西社区、永丰社区、官路社区、戴楼社区、牌楼社区、衡阳村、新塘村、小集村、官塘村、红岭村和楼庄村。